# Rua de S. Bento (Guilherme Gaensly)
Rua de S. Bento, ou Largo de São Bento, é uma fotografia de Guilherme Gaensly, normalmente reproduzida em cartões postais. Cópias estão disponíveis no Museu do Ipiranga e no Acervo Banco Itaú. A imagem ilustra a Rua São Bento, em São Paulo, nos primeiros anos do século XX; a linha do bonde elétrico, em que se lê "Liberdade", foi inaugurada em 1901.
A fotografia é de 1905.
No período em que tirou a imagem, Gaensly trabalhava em seu estúdio próprio, após ter rompido com seu sócio, em 1900. Assim como outros cartões postais de Gaensly, no que ficou conhecida como uma marca de seus registros, há a tentativa de representar São Paulo como uma cidade moderna, por exemplo com a movimentação intensa de transeuntes.
A imagem ainda retrata o Hotel do Rebechino (ou Hotel Rebequino), do lado direito. Gaensly também fotografou a Rua São Bento de outros pontos de vista.

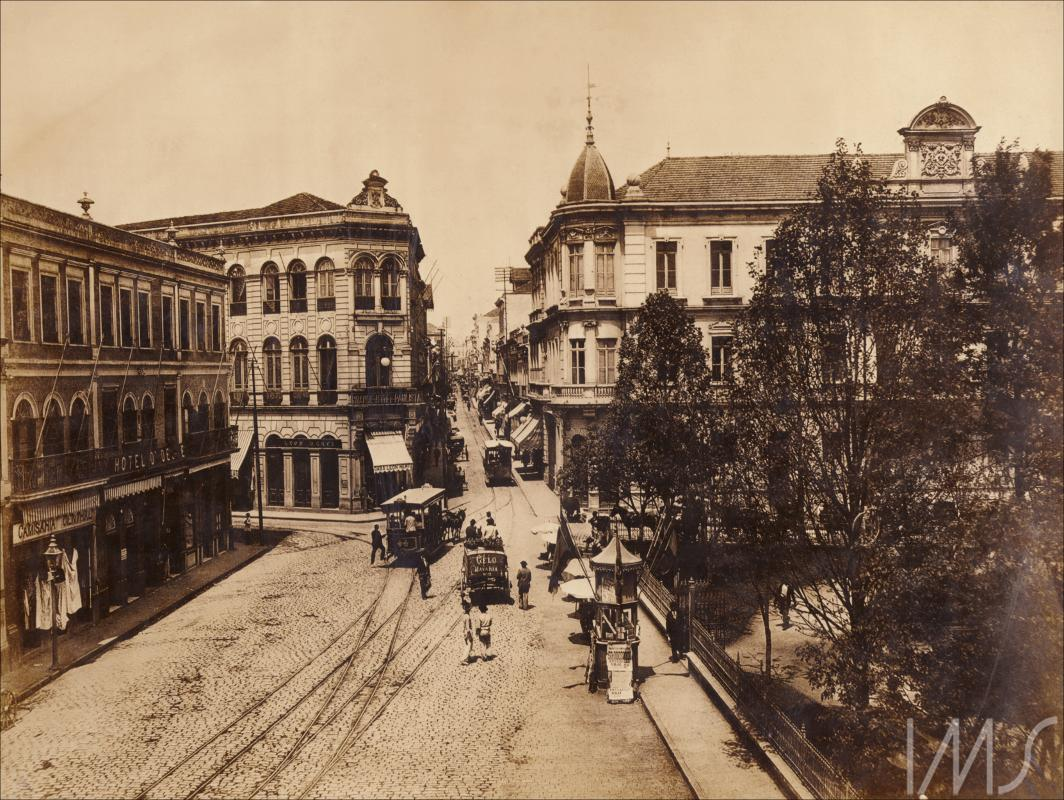
Largo e rua São Bento, por Guilherme Gaensly